# 哈瑞希·普拉狄
哈瑞希·普拉狄（英語：Hareesh Peradi），印度男演員，主演出演馬拉雅拉姆語和泰米爾語電影。馬拉雅拉姆語知名作品如《左右左》（2013年）與《金屬》（2015年），而泰米爾語作品則有《迷魂梟雄》（2017年）、《正義魔人》（2017年）、《機關槍囚徒》（2019年）及《考萊塢之硬漢任務》（2022年）。
他憑藉在2021年馬拉雅拉姆語電影《马拉喀尔：阿拉伯海狮》中的演出而受到稱讚。《新印度快報》的薩金·斯里吉斯（Sajin Srijith）在影評中寫道：「資深性格演員哈瑞希·普拉狄再次證明，無論是反面還是正面角色，都能完全融入其中。」玛摩缇於AMMA全體會議期間對他表示了同樣的讚賞。

## 外部連結
- 哈瑞希·普拉狄在互联网电影资料库（IMDb）上的資料（英文）